# Cecco Bravo

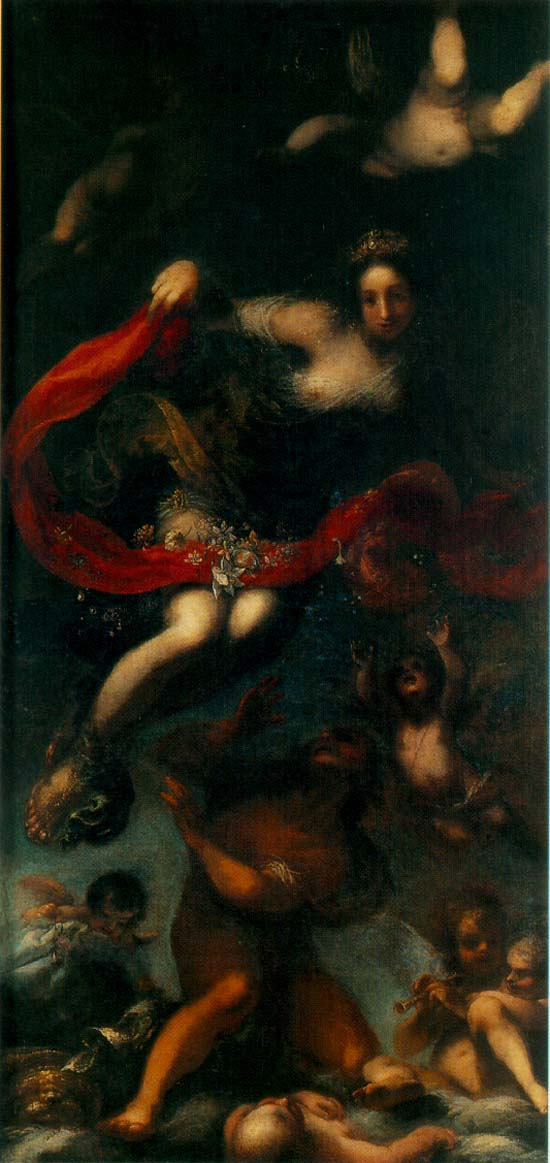
Aurora, Palazzo Montecitorio, Roma.

Francesco Montelatici, conocido como Cecco Bravo (Florencia, 15 de noviembre de 1601 - Innsbruck, 11 de diciembre de 1661), fue un pintor italiano, activo durante el Barroco.

## Biografía
Artista relativamente desconocido, ha experimentado una revalorización durante el último siglo, hasta el punto de ser considerado uno de los más interesantes y arriesgados pintores de la Florencia del siglo XVII. Comenzó su aprendizaje en el taller de Giovanni Biliverti y posteriormente también en el de Sigismondo Coccapani.
En la década de 1620 participó en los grandes proyectos decorativos dirigidos por Matteo Rosselli. En 1629 abrió su propio taller. Sus primeras obras conservadas demuestran un atento estudio de la tradición florentina, de Andrea del Sarto a Pontormo.
Trabajó en la decoración de la Casa Buonarroti de Florencia, pintando La Fama y posteriormente, los Retratos de personajes toscanos ilustres, empresa que abandonó por discrepancias con los comitentes. Otros artistas concluyeron el trabajo.
Poco después fue llamado para completar los frescos de la Sala degli Argenti del Palazzo Pitti, que Giovanni da San Giovanni había dejado inconclusos a su muerte. Suyas son dos escenas: Lorenzo el Magnífico protector de las Artes y Lorenzo el Magnífico mensajero de la Paz.
Con el tiempo Montelatici desarrolló un estilo muy personal y libre, sobre todo en sus pequeñas obras de carácter profano, consiguiendo efectos cuasi impresionistas a base de pinceladas muy sueltas (Angelica y Ruggiero, Kress Collection). Su forma de pintar se acerca mucho a la morbidez de contemporáneos como Francesco Furini. También el último Tiziano fue uno de sus referentes, por su disolución de los contornos de las figuras.
La parte final de su vida (1659-1661) transcurrió en Innsbruck, al servicio del archiduque Fernando Carlos del Tirol, hijo de Claudia de Médici y casado con otra princesa florentina, Ana de Médici.

## Obras destacadas

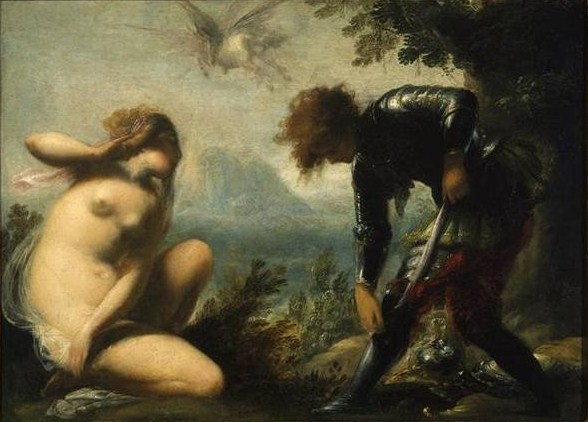
Angélica y Ruggiero, Kress Collection.

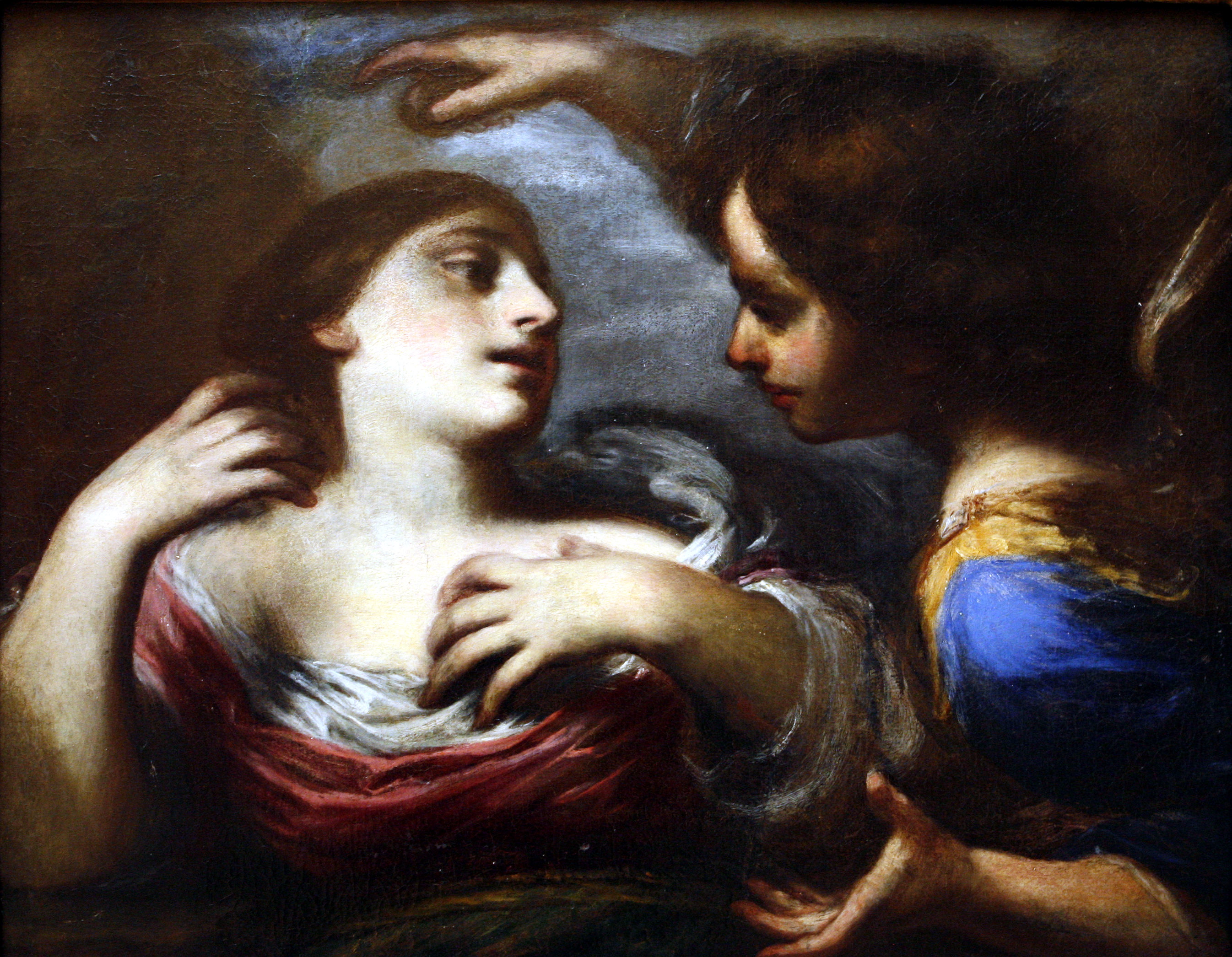
Agar y el ángel, Musée des Beaux-Arts, Dijon.

- Virgen con San Juan y ángeles (c. 1628-29, San Marco, Florencia)
- Caridad (Santissima Annunziata, Florencia)
- Juegos infantiles (c. 1631, Villa Mezzamonte, Impruneta)
- Escenas de la Vida del beato Bonaventura Bonaccorsi (1633, Santissima Annunziata, Pistoia)
- La Fama (Casa Buonarroti, Florencia)
- Personajes toscanos ilustres (1636, Casa Buonarroti, Florencia)
- Frescos de la Sala degli Argenti (1638-39, Palazzo Pitti, Florencia)
  - Lorenzo el Magnífico, protector de las Artes
  - Lorenzo el Magnífico, mensajero de la Paz
- Aurora (Palazzo Montecitorio, Roma)
- Agar y el ángel (1650, Musée des Beaux-Arts, Dijon)
- Alegoría de la Aurora (Kunsthistorisches Museum, Viena)
- Retrato del archiduque Fernando Carlos de Austria (Castillo de Ambras)